# Hannibal ad portas

Hannibal ad portas este o expresie în latină care se traduce prin Hannibal la porți.
Panică la Roma: Hannibal înaintează și amenință orașul. Teama pe care o inspira Hannibal era atât de mare încât se spune că părinții romani foloseau numele său pentru a-și cuminții copii neastâmpărați.
Ilustrează impactul psihologic determinat de prezența lui Hannibal în Italia, în societatea romană.
Un alt motiv de teamă inspirat de Hannibal era faptul că el folosea elefanți în războaie, lucru nefamiliar romanilor.
Amintirea momentelor de groază, persistă și după două secole: Quid tandem est causae, cur in senatu hesterno die tam acerbe cogerer?... Hannibal credo erat ad portas. Ce însemna zarva de ieri, de parcă năvălea Hannibal? (Cicero, Philippicae).
Expresia folosită de Titus Livius este de Hannibal ante portas.
Generalizat, expresia semnifică faptul că pericolul e foarte aproape.